# Гесция
Гесцията (на латински: Negotiorum gestio) е правен институт от римското право. На български се превежда (транслира) като водене на чужда работа без пълномощие.
Субектите по нея са:
1. Gestor – управителят на чужда работа без възлагане и
2. Dominus – заинтересованият или „собственикът“ на работата.

Гесцията е квазиконтракт (actio quasi ex contracto) и по своята правна природа е най-близо до мандата. Уредена е в Закона за задълженията и договорите. Тя възниква, когато се предприема полезна дейност при управлението на чужди правни или материални дела, резултатът от работата настъпва в чужда сфера, гесторът съзнава, че интересът е чужд, и когато липсва възлагане. Гесторът трябва да се грижи за работата, докато доминусът може да я поеме. От значение е дали работата е в интерес на гестора, доминуса или и на двамата, тъй като това определя задълженията на заинтересования към управителя.